# Curtis LeMay
Pour les articles homonymes, voir LeMay.
Curtis Emerson LeMay, né le 15 novembre 1906 à Columbus (Ohio) et mort le 1er octobre 1990, est un général des forces aériennes des États-Unis (USAAF puis USAF).

## Vie privée et carrière

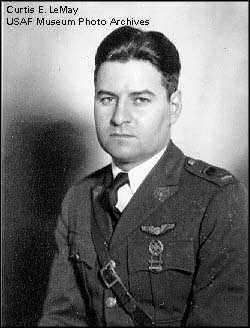
Curtis LeMay en 1929.

Après des études de génie civil à l'université d'État de l'Ohio où il devient membre de la fraternité Theta Tau, il rejoint l'United States Army Air Corps en 1928 après avoir reçu ses galons d'officier de réserve dans le Reserve Officers and Training Corps.
Il obtient sa qualification de pilote militaire en 1929 et est promu sous-lieutenant en 1930.
Il se marie avec Helen E. Maitland (décédée en 1994) le 9 juin 1934 ; le couple aura une fille, Patricia Jane LeMay Lodge.
Durant la Seconde Guerre mondiale, sa promotion est très rapide : capitaine en janvier 1940, major en mars 1941, lieutenant-colonel en janvier 1942, colonel en 1943, général de brigade en septembre 1943, major-général en mars 1944. Sa progression au sein du corps des officiers généraux est tout aussi rapide puisqu'il est ensuite lieutenant-général en janvier 1948 et général d'armée en 1951.
En recevant sa quatrième étoile à l’âge de 44 ans, il devient le plus jeune général d'armée depuis Grant.

## Campagnes du Pacifique
Commandant le 305th Bomb Group lors de l’entrée en guerre des États-Unis, son unité est affectée en Angleterre en 1942 et participe à des missions de bombardement sur l'Europe sous domination nazie.
À partir d’août 1944, il dirige la campagne de bombardements stratégiques lors de la campagne du Pacifique, parachevée par les bombardements atomiques d'Hiroshima et de Nagasaki en prenant le commandement du XX Bomber Command puis du XXI Bomber Command. Il commande à partir juillet 1945 la 20th USAAF dont le quartier-général est basé dans l'île de Guam.
Son implication dans la planification stratégique des raids menés par les Boeing B-29 Superfortress de la 20th USAAF au départ des Mariannes fut décisive pour réduire le potentiel industriel permettant au Japon impérial de régénérer ses arsenaux. Face à un phénomène naturel connu sous le nom de « courant-jet » (jet stream en anglais) dans la troposphère et rencontré par les avions à haute altitude, les tapis de bombes larguées manquaient leur cible. Curtis LeMay compensa, sur le plan tactique, cette déficience technique non prévue par les concepteurs de l’avion en recommandant aux pilotes réunis en briefing, à leur grande stupéfaction, de voler à basse altitude la nuit sur les villes japonaises, afin de larguer leurs bombes incendiaires. Ce mode opératoire était déjà privilégié par la RAF en Europe mais ne faisait pas partie de la stratégie de l'USAAF.
Le bombardement de Tōkyō durant la nuit du 9 au 10 mars 1945, mené par 334 bombardiers B-29 opérant par vagues, fut d’une ampleur sans précédent. Les bombes au napalm déclenchèrent un incendie qui ravagea un tiers de la ville, puisque les usines d’armement se trouvaient au milieu des habitations construites en bois. Quelques quartiers et le palais impérial échappèrent à ce bombardement majeur, qui causa environ 100 000 morts. En survolant les brasiers, le général LeMay lança : « Nous ramènerons le Japon à l'âge de pierre ». Un militaire d'alors qualifie l'opération comme « l’un des massacres les plus impitoyables et barbares de non-combattants de toute l’histoire ».
Le cap des pertes humaines étant passé, ce bombardement ouvrit, dans l’esprit des dirigeants américains, la perspective de l’emploi de l’arme atomique sur des villes moins peuplées.
Interrogé après-guerre sur la dimension morale liée à la planification du bombardement stratégique qu’il avait organisée, le général LeMay répondit de manière laconique sur la nécessité de lier les objectifs aux opérations lors d’un conflit d’une telle ampleur.
Mais selon son subordonné Robert McNamara, Curtis LeMay disait que si les États-Unis avaient perdu la guerre, lui-même aurait été poursuivi comme criminel de guerre.

## Après-guerre

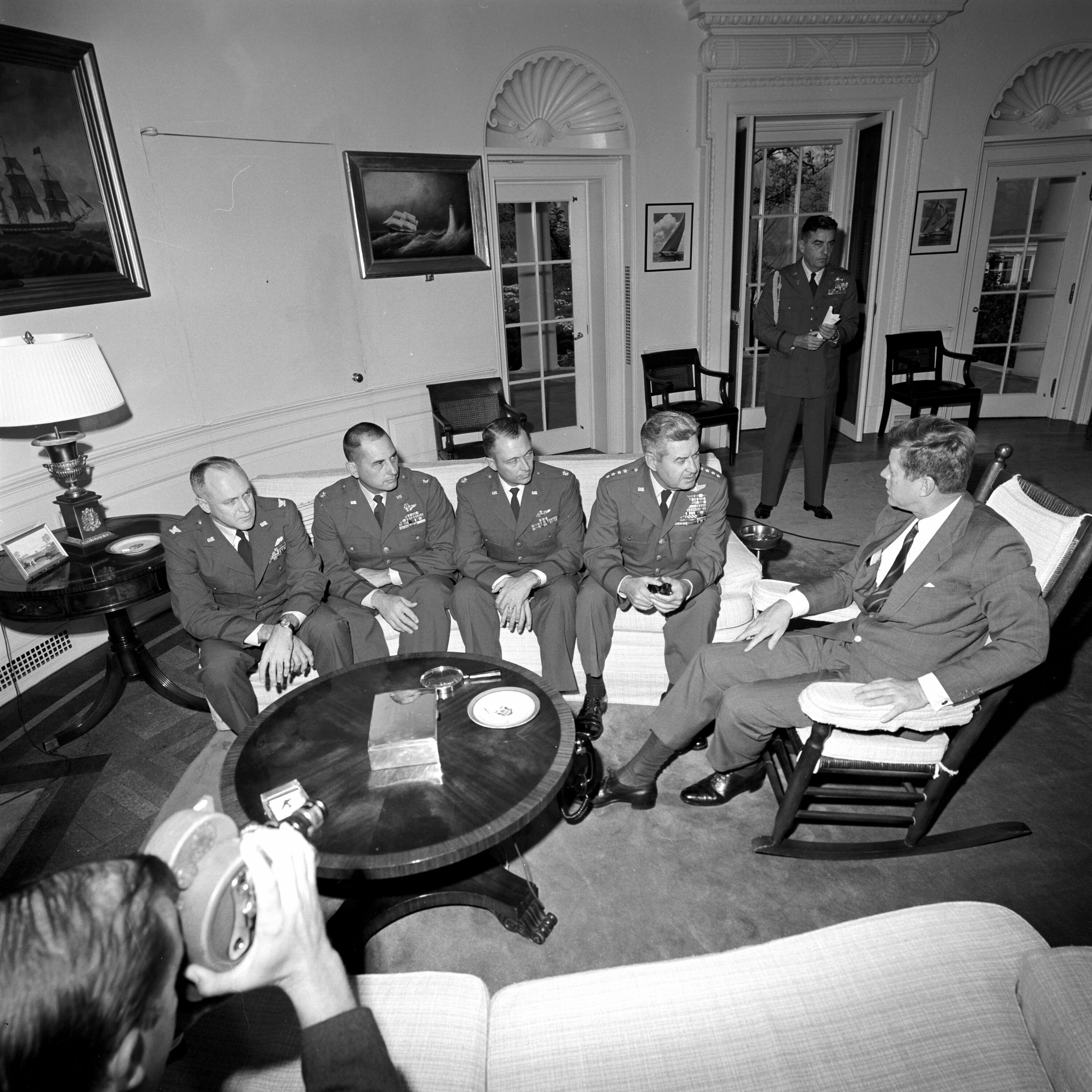
Le président Kennedy avec le général LeMay lors de la crise des missiles de Cuba.

Après la fin de la Seconde Guerre mondiale, il occupe quelques mois le poste d'assistant au chef d'état-major pour les questions de recherche et développement avant de prendre le commandement de l'United States Air Forces in Europe ; à ce titre, il dirige le pont aérien allié durant le blocus de Berlin
Il joue un rôle dans le projet Paperclip, un programme visant à recruter des scientifiques allemands après la Seconde Guerre mondiale afin de les intégrer aux efforts militaires et industriels américains. Il supervise cette initiative en veillant à ce que ces experts soient rapidement extraits des camps de prisonniers et dirigés vers des projets stratégiques. L’objectif est de tirer parti de leurs compétences pour le développement des technologies militaires, notamment dans les domaines de l’aéronautique et de l’armement, tout en empêchant leur capture par d’autres puissances.
Il organise ensuite le Strategic Air Command (instance suprême de commandement des forces aériennes stratégiques aux États-Unis d'Amérique) à partir du 19 octobre 1948 en prévision d’une guerre nucléaire durant la guerre froide. La taille de ce commandement est multipliée par cinq sous l’ère LeMay, passant de 51 000 à 278 000 personnes, et il transforme un commandement en piteux état en un outil extrêmement puissant, doté d'une terrifiante capacité de destruction.
Lorsqu’il quitte le SAC en juin 1957, il devient sous-chef d'état-major de l’USAF avant de devenir chef d'état-major entre le 1er juillet 1961 et son départ à la retraite le 1er février 1965.
Il est connu pour ses positions bellicistes qui tendaient à aggraver les tensions lors de graves crises internationales, telles que le blocus de Berlin, en 1948-1949. Il recommanda l’usage de l’arme nucléaire contre l’Union soviétique, ou lors de la crise des missiles de Cuba, en 1962, durant laquelle il fut partisan de l’invasion de l’île. D’après Robert McNamara, LeMay était convaincu qu’une guerre nucléaire allait de toute façon avoir lieu et que, dans ces conditions, il fallait veiller à ce que ce soient les États-Unis qui frappent les premiers.
Une paralysie faciale avait définitivement figé la moitié gauche de son visage et l'empêchait de sourire, ce qui est à l'origine de sa réputation de froideur excessive. Attentif au bien-être des personnels dont il avait le commandement, terriblement exigeant mais à l'écoute de ses hommes, son caractère lui valut la loyauté et le sens du sacrifice de ses subordonnés.
Lors de l'élection présidentielle américaine de 1968, il est candidat à la vice-présidence des États-Unis, sur le ticket du démocrate dissident et ségrégationniste George Wallace.

## Distinctions
LeMay reçut de nombreuses distinctions, tant américaines qu'étrangères telle la Silver Star, la Presidential Unit Citation, la Distinguished Service Cross, la Distinguished Service Medal américaine, l'ordre de la Guerre patriotique soviétique, la Distinguished Flying Cross britannique, la croix de guerre et la Légion d'honneur française, l'ordre du Soleil levant japonais, la croix de guerre belge, l'ordre de l'Épée suédois, l'Ouissam alaouite marocain, l'ordre du Mérite aéronautique du Brésil.

## Inspirations
Plusieurs articles ont souligné que Stanley Kubrick se serait largement inspiré d’attitudes et de déclarations de Curtis LeMay pour créer le personnage du général Turgidson, incarné par George C. Scott dans le film Docteur Folamour (Dr. Strangelove). Responsable du déploiement de la force de frappe de l’USAF (United States Air Force), LeMay organisa et fit mener, à l’insu du président, des incursions dans l'espace aérien soviétique pour étayer ses théories et convaincre, par la logique du fait accompli, les décideurs politiques.

## Au cinéma
- 2000 : Treize jours, film américain, interprété par Kevin Conway